# Homonoea flavescens
Homonoea flavescens är en skalbaggsart som beskrevs av Stefan von Breuning 1958. Homonoea flavescens ingår i släktet Homonoea och familjen långhorningar.
Artens utbredningsområde är Filippinerna. Inga underarter finns listade i Catalogue of Life.